# 混雑度
混雑度（こんざつど）は、道路の混み具合を表す数値。設計交通量と実測交通量により算出される。

## 概要
この数値は国土交通省により定期的に行われる道路交通量調査「道路交通センサス」にて算出される。道路管理者（国・自治体など）はこの数値に基づき、道路整備5箇年計画の策定や道路隘路区間の抽出、道路改良事業の必要性を判断する。現道の交通状況を評価する指標として使用され、数値が1.0以上の場合は、その道路の交通容量を超えたことを意味し、本来の道路機能を保つには何らかの対策を要することを意味する。

## 性質
混雑度は数値によってその道路の混雑状況を単純明快に把握できる反面、複雑な時間変動を伴う交通現象は表せないといった欠点があり、時間帯によっては数値が実際に走行した実感と乖離したものである可能性がある。

## 数値の目安
基準は「1.0」が、計画時の設計通りの交通量で利用されていることを表す。
混雑度の目安
1.00以下 ：道路が混雑することなく、円滑に走行できる。
1.00-1.25：道路が混雑する可能性のある時間帯が1～2時間あるものの、何時間も混雑が連続する可能性は小さい。
1.25-1.75：ピーク時間帯はもとより、ピーク時間を中心として混雑する時間帯が加速度的に増加する可能性が高い状態。
1.75-2.00：慢性的混雑状態。昼間12時間のうち混雑する時間帯が約50%に達する。
2.00以上 ：慢性的混雑状態。昼間12時間のうち混雑する時間帯が約70%に達する。

## 算定方法
{\displaystyle x={\frac {(Q_{12}\times F)}{C_{12}}}}
混雑度（{\displaystyle x}）は、昼間12時間の実測交通量（{\displaystyle Q_{12}}）と大型車混入による補正値（{\displaystyle F}）の比を、昼間12時間の設計交通容量（{\displaystyle C_{12}}）で除して求める。
なお、大型車混入による補正値（{\displaystyle F}）、すなわち大型車を乗用車に換算した数値は、乗用車換算係数（{\displaystyle E}）とピーク時の重方向大型車混入率（{\displaystyle P_{T}}）を用いて以下のように求める。
{\displaystyle F={\frac {1+P_{T}(E-1)}{100}}}